# Myxidium sphaericum
Myxidium sphaericum is een microscopische parasiet uit de familie Myxidiidae. Myxidium sphaericum werd in 1895 beschreven door Thélohan. 